# Карамани
Карамани (мкд. Карамани) су насеље у Северној Македонији, у јужном делу државе. Карамани припадају општини Битољ.

## Географија
Насеље Карамани је смештено у јужном делу Северне Македоније. Од најближег већег града, Битоља, насеље је удаљено 8 km североисточно.
Карамани се налазе у средишњем делу Пелагоније, највеће висоравни Северне Македоније. Насељски атар је равничарски, док се даље, ка југозападу, издиже планина Баба. Источно од села тече Црна река. Надморска висина насеља је приближно 580 метара.
Клима у насељу је умереноконтинентална.

## Становништво
Карамани су према последњем попису из 2021. године имали 290 становника.
| Национални састав према попису из 2021.‍ | Национални састав према попису из 2021.‍ | Национални састав према попису из 2021.‍ | Национални састав према попису из 2021.‍ | Национални састав према попису из 2021.‍ |
| --------------------------------------- | --------------------------------------- | --------------------------------------- | --------------------------------------- | --------------------------------------- |
|                                         |                                         |                                         |                                         |                                         |
| Македонци                               | Македонци                               |                                         | 283                                     | 97,6%                                   |

Већинска вероисповест био је православље.